# 岐阜県道・福井県道127号白山中居神社朝日線
岐阜県道・福井県道127号白山中居神社朝日線（ぎふけんどう・ふくいけんどう127ごう はくさんちゅうきょじんじゃあさひせん）は、岐阜県郡上市と福井県大野市を結ぶ一般県道である。

## 概要
路線の大半は石徹白川（九頭竜川水系）に沿っている。岐阜県郡上市白鳥町石徹白の白山中居神社前が起点。起点より南に進み、郡上市の石徹白出張所前を通り、しばらく進むと石徹白川沿いに出る。福井県大野市に入って、石徹白ダム、天狗岩、山原ダム付近を通る。大野市朝日の同市消防署和泉分遣所近く、国道158号交点が終点となるが、大型貨物自動車等は本路線が曲折している市道朝日橋交点から終点まで通行禁止となっており、石徹白川に沿って市道を直進し1本下流側の九頭竜川合流点直近にある国道158号朝日橋西詰への迂回となる。

### 路線データ
- 始点：岐阜県郡上市白鳥町石徹白（白山中居神社前）
- 終点：福井県大野市朝日（国道158号交点）

## 地理
終点付近に九頭竜川が流れている。

### 通過する自治体
- 岐阜県
  - 郡上市
- 福井県　
  - 大野市

### 接続路線
岐阜県
- 岐阜県道314号石徹白前谷線（郡上市白鳥町石徹白）

福井県
- E67 中部縦貫自動車道 九頭竜IC（大野市貝皿）
- 国道158号（大野市朝日、終点）

### 周辺
- 白山中居神社
- 石徹白の大杉
- 郡上市立石徹白小学校
- イトシロシャーロットタウンスキー場
- いとしろ青少年旅行村
- 石徹白ダム
- 和泉前坂家族旅行村
- 福井和泉スキー場
- 天狗岩
- 山原ダム
- 大野市立和泉小学校
- 道の駅九頭竜、JR越美北線（九頭竜湖駅）